# Автошлях Т 0414
Автошля́х Т 0414 — автомобільний шлях територіального значення у Дніпропетровській області. Пролягає територією Петриківського та Магдалинівського районів через Кам'янське — Петриківку — Магдалинівку. Загальна довжина — 46,4 км.

## Маршрут
Автошлях проходить через такі населені пункти:
| Автошлях Т 0414          |               |
| Дніпропетровська область |               |
| Петриківський район      |               |
| Кам'янське               | Т 0412        |
| Єлизаветівка             |               |
| Лобойківка               | Н31Т 0441     |
| Мала Петриківка          | Н31Т 0441     |
| Петриківка               | Н31Т 0441     |
| Хутірське                | Т 0405        |
| Чаплинка                 |               |
| Магдалинівський район    |               |
| Першотравенка            |               |
| Шевченківка              |               |
| Магдалинівка             | Т 0413О040410 |